# Imperivm Civitas II
Imperivm Civitas II es un videojuego de estrategia para PC producido por la empresa de videojuegos FX Interactive. Se trata de la continuación de los anteriores Imperivm. Imperivm Civitas II trae algunas novedades respecto a sus anteriores ediciones, aunque no son muchas respecto a su predecesor, Imperivm Civitas.

## Historia
Se le debe la creación a la conocida empresa de videojuegos FX Interactive. Es el sucesor de Imperivm Civitas y aunque los cambios entre estas dos ediciones no son muchos, se han agregado algunos aspectos primordiales obviados en la edición anterior de la serie.
Está en planes un nuevo videojuego de la serie Imperivm Civitas, que llevará algunos cambios en el modo de juego, incluyendo la remoción de la posibilidad de ver los datos específicos de cada ciudadano, cosa que lo hace más real. También se incluirán algunas mejoras bélicas, ya que en la segunda edición la guerra está poco desarrollada.
- Datos: Q2547738